# 倪红
倪红（1986年2月8日—），中国女子击剑运动员，北京人。於2008年世界盃大獎賽天津站中，代表中國隊獲得女子佩劍團體第一名。後於2008年北京奧運又代表中國隊參加女子佩劍團體賽，獲得銀牌。2009年在第十一屆全運會奪得女子個人佩劍銅牌。